# Vadverem
Vadverem (románul: Odverem) falu Romániában, Erdélyben, Fehér megyében.

## Fekvése
Nagyenyedtől délkeletre, Magyarlapádtól délre fekvő település.

## Története
Vadverem (Szokmánd) Árpád-kori település. Nevét már 1177-ben említette oklevél v. Suqman néven. Ekkor Asszonynépe (s a vele körülírt Fugad) határosa Aknától Nyugatra "Szukmán" néven.
1272-ben V. István király Szokmándot, mint Fehérvár földjét, a vár joghatósága alól kivéve Gyógyi Pál fia Salamonnak adta. 1303-tól a Gyógyi nemesek birtoka (Gy 2: 189).
További névváltozatai:1272-ben Zwkmand, 1303-ban Vaduerem, 1461-ben c. q. de
Vadverem domini Gubernatoris (Michael Szilágyi), 1733-ban Otverem, 1760-1762 között Vad Verem, 1808-ban Vadverem h.,  1913-ban Vadverem.
A trianoni békeszerződés előtt Alsó-Fehér vármegye Nagyenyedi járásához tartozott.
1910-ben 415 lakosából 11 magyar, 404 román volt. Ebből 404 görögkatolikus, 9 református volt.
1977-ben körülbelül 100 román család lakta; a falut lebontásra ítélték, de maradt.

## Források

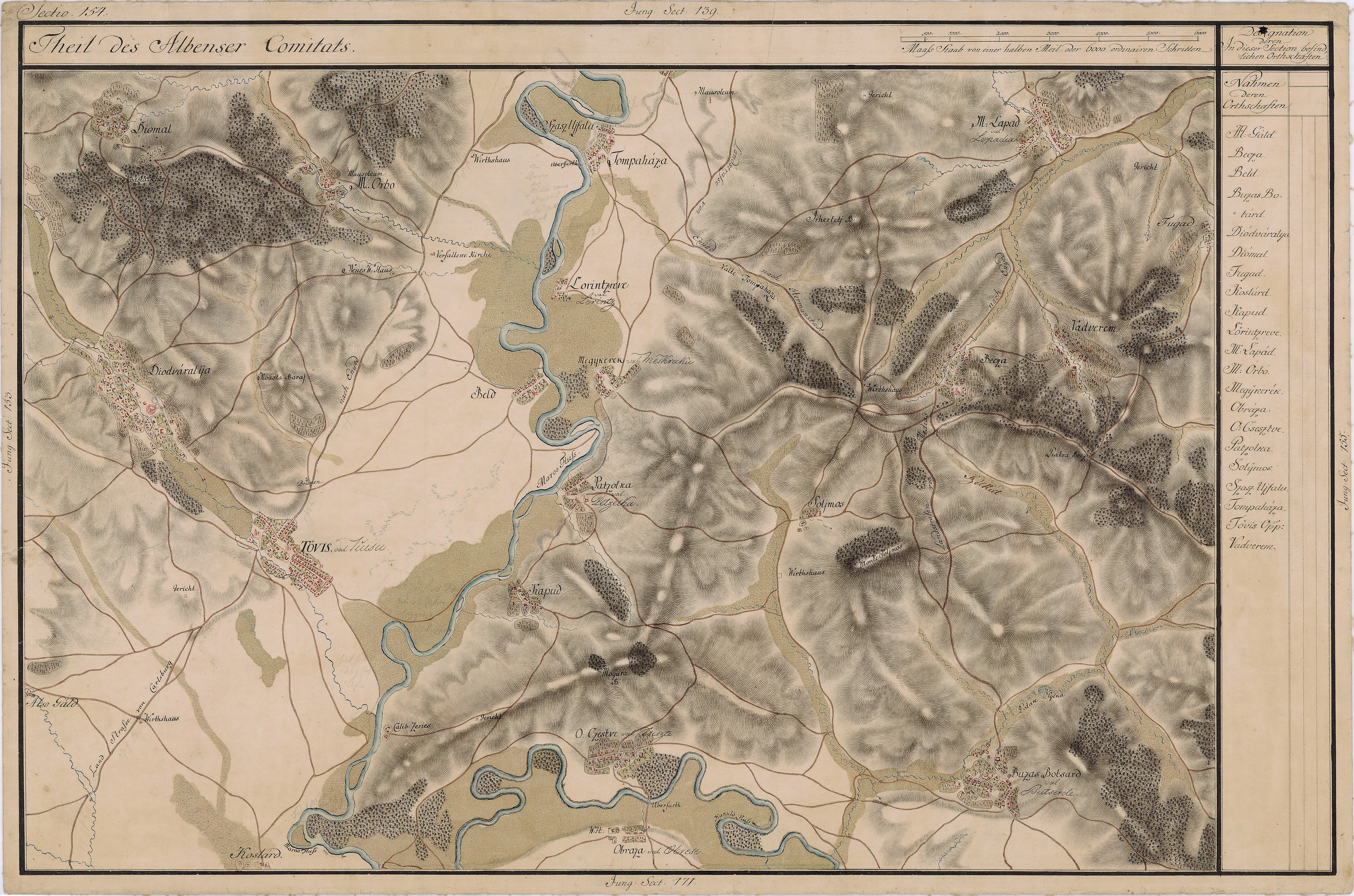
Vadverem és környéke egy régi térképen